# Боня, Виктория Анатольевна
Викто́рия Анато́льевна Бо́ня (род. 27 ноября 1979, Краснокаменск, Читинская область) — российская телеведущая развлекательных программ, модель, блогер, актриса, спортсмен.  

## Биография
Родилась 27 ноября 1979 года в городе Краснокаменске Читинской области.
После окончания средней школы переехала в Москву. Поступила на экономический факультет Московского государственного университета пищевых производств (МГУПП), который окончила, получив специальность «Бухгалтерский учёт, анализ и аудит». Параллельно занималась модельным бизнесом. Став призёром конкурса «Краса России», в 2001 году представила Россию на всемирном конкурсе красоты «Мисс Земля», который проходил на Филиппинах. В 2004 году окончила факультет журналистики Московского института телевидения и радиовещания «Останкино» (МИТРО), получив специальность «Телерадиожурналист». В 2006 году начала работать на центральном телевидении. В 2011 году переехала в Монако.

### Личная жизнь
С бизнесменом из Ирландии Алексом Смерфитом Боня прожила 7 лет, не регистрируя отношения официально. Боня и Смерфит познакомились в Москве в 2010 году. 17 марта 2012 года у них родилась дочь Анджелина Летиция Смерфит. С 2011 года проживает в Монако, прилетая в Москву лишь по работе. В 2017 году пара рассталась, но сохранила дружеские отношения.

### Хобби и увлечения
Увлекается альпинизмом и высокогорными восхождениями.
В сентябре 2022 года участвовала в экспедиции на Манаслу в Гималаях под руководством Нирмала Пурджи. Восхождение было досрочно завершено из-за плохих погодных условий и схода лавин. В этом восхождении погибло несколько спортсменов.
В январе 2023 года участвовала в экспедиции на вулкан Охос-дель-Саладо в Южной Америке.
28 августа 2024 года покорила вершину Монблан-дю-Такюль. Высота 4248 м.
25 сентября 2024 года покорила вершину Манаслу. Высота 8163 м.
19 мая 2025 года покорила самую высокую вершину в мире — Эверест (высота 8848 м).

## Карьера

### Телевидение
С 9 мая 2006 года была участницей на реалити-шоу «Дом-2». Ведущая программы «Cosmopolitan. Видеоверсия» на ТНТ (2007—2011). В 2009 году телепрограмма «Cosmopolitan. Видеоверсия» была признана лучшей светской программой года на российском телевидении.
В марте 2008 года была лицом показа дефиле «Русские матрёшки идут» российского модельера Антонины Шаповаловой на «Неделе моды» в Москве. В июне стала героиней фотопроекта автомобильной компании «Goodyear».
Ведущая финала конкурса «Краса России-2009» на НТВ (2009, совместно с Владимиром Турчинским).
Участница экстремально-спортивного телепроекта, проходившего в Аргентине, «Жестокие игры» на «Первом канале» (2011). Стала победительницей по итогам зрительского голосования.
Участница международной игры «Большие Олимпийские гонки» на Первом канале (2011).
В 2011 году участвовала в проекте «Специальное задание» Первого канала и Министерства обороны РФ.
Ведущая программы «LOVE машина» на телеканале «MTV Россия» (2011, совместно с Таиром Мамедовым).
Ведущая музыкального фестиваля «Sensation Russia Celebrate Life» на канале «MTV Россия» (2011, совместно с Артёмом Королёвым).
Ведущая программы «Мексиканские хроники» на телеканале «MTV Россия» (2012).
Ведущая реалити-шоу «NEW Каникулы в Мексике-2» на телеканале «MTV» (2012).
Ведущая первой «Русской Музыкальной Премии» телеканала «RU.TV» (2012, совместно с Николаем Басковым).
Ведущая программы «Красота на заказ» на телеканале «Домашний» (2013).
Участница спортивного шоу «Вышка» на Первом канале (2013).
Ведущая третьей «Русской музыкальной премии» телеканала «RU.TV» (2014, совместно с Тимуром Родригезом).
Ведущая «Chik Radio Monte Carlo» в Монако (2014—2015).
Участница спортивного шоу «Без страховки» на Первом канале (2016).
Участница проекта «Форт Боярд. Возвращение» на СТС (2019).
В сентябре 2021 года участвовала в шоу «Звёзды в Африке» на ТНТ.

### Фильмография
- 2008 — «Моя любимая ведьма» — Анжела (49-я серия «Домработница по вызову»)
- 2008 — «Женщины» (озвучивание, русскоязычный дубляж)
- 2010 — «А мама лучше!» (др. название «Вся прелесть любви») — Лиза
- 2010 — «Универ» — Полина Романова (Оксана Зозуля) (в 16-ти эпизодах)
- 2010 — «Театр мистера Фэйса» — Эмми
- 2011 — «Большие надежды» (в одном эпизоде)
- 2011 — «Всем скорбящим радость» (в одном эпизоде)
- 2011 — «Золотые. Барвиха-2» — девушка Влада Топалова
- 2012 — «8 первых свиданий» — дизайнер, организатор свадьбы
- 2012 — «Мексиканский вояж Степаныча» — наложница Ромеро Санчеса
- 2013 — «Студия 17» — камео
- 2017 — «Максимальный удар»
- 2017 — Trust Me (кор.)— Vicky (страна: Великобритания, Швейцария)

### Клипы
- Тимати — «Не сходи с ума»
- Дима Билан — «Lady»
- GeCap — «Ты такая»
- Maximov Show — «Мало»
- МакSим — «Как летать»
- Митя Фомин — «Я возвращаюсь домой»
- Дмитрий Даниленко — «Тишина»
- Егор Крид — «Надо ли»

## Общественная позиция
В 2020 году привлекла к себе внимание в связи с распространением теорий заговора относительно пандемии COVID-19, из-за чего стала объектом критики, однако всё же решила отказаться от своих убеждений и публично заявила о том что сделала прививку.
Объявленные в 2022 году меры бойкота России и Беларуси назвала «геноцидом».

## Бизнес

### Мода
- Была бренд-амбассадором таких марок, как Carlo Ramelo, Blossom, Philipp Plein, Tom Farr, Jacob & Co[33], Daniel Benjamin, Love Republic, APM Monaco, Roberto Bravo[34], MILADY Paris и других.
- В 2011 году стала международным лицом бренда профессиональной декоративной косметики «INGLOT»[35] и выпустила лимитированную линию «Victoria Bonya by INGLOT»[36].
- Бренд косметики Виктории Bonya Beauty работает с сентября 2012 года (товарный знак получен в ноябре), в 2023 году бренд полностью стал веганским и не тестируется на животных[источник не указан 375 дней].
- На премии «Самые стильные в России»[37] в 2014 году победила в номинации «Богемный шик», а в 2019 году в номинации «Самая стильная женщина России по версии читателей журнала Hello! Архивная копия от 29 ноября 2020 на Wayback Machine»[38].
- С 2018 года выпускает одежду под брендом «Victoria Bonya Jeans»[39].
- Являясь международным амбассадором «Roberto Bravo», в 2019 создала коллекцию украшений для этого бренда[40].
- Осенью 2020 года назначена бьюти-директором журнала L’Officiel AUSTRIA[41].
- В 2021 году основала бренд кепок Btbum cap[источник не указан 375 дней].

### Блогинг
В 2019 году на премии «World Blogger Awards» в Каннах победила в номинации «Best Lifestyle Influencer». В 2019 и в 2020 годах журнал Forbes включал Боню в рейтинг 15 богатейших блогеров России. За свою карьеру блогера Виктория многократно обвинялась в инфоцыганстве.